# Cine Holliúdy 2: A Chibata Sideral
Cine Holliúdy 2: A Chibata Sideral é um filme de comédia brasileiro e sequência de Cine Holliúdy (2013). Foi lançado no dia 21 de março de 2019, com direção de Halder Gomes.
O filme representa a continuação do cinema regional no Brasil, ao contar a história de um exibidor de cinema cearense que insiste na profissão antes do avanço da televisão e a transformação das salas de projeção em igrejas, contando com atores em seu elenco como Edmilson Filho, Samantha Schmütz, Milhem Cortaz, Chico Díaz e Gorete Milagres.

## Sinopse
Com a chegada do videocassete à casa das pessoas, Francisgleydisson se vê obrigado a fechar o seu querido Cine Holliúdy. Isso compromete o pagamento da faculdade do seu filho, agora com 18 anos. Para salvar sua situação, ele decide produzir um filme de ficção científica com alienígenas usando as pessoas mais feias da população local.

## Elenco
- Edmilson Filho como Francisgleydisson e Apóstolo Esmeraldo Ozires
- Miriam Freeland como Maria das Graças
- Ariclenes Barroso como Francisgleydisson Filho (Francin)
- Tibério Guimarães como Tibério Abdias
- Haroldo Guimarães como Orilaudo Lécio e Munízio
- Roberta Wermont como Olga Alaíde
- Tomaz de Aquino como Bichinha 6 Volts
- Luís Costa como Boy Magia
- Roberto Bomtempo como Prefeito Olegário Elpídio
- Paulo Sérgio "Bolachinha" como Chico Creolina
- Samantha Schmütz como Justina Ambrósio
- Fernanda Callou como Whelbaneyde
- Luciano Lopes como Piolho
- Amadeu Maya como Edivaldo e Criatura Alienígena
- Gorete Milagres como Dona Conceição
- Halder Gomes como Jean Pierre Seboso
- João Netto como Lhé Gué Lhé
- Milhem Cortaz como Zé Coveiro
- Murillo Ramos como Delegado Adalto
- Reginauro Sousa como Cabo Amâncio
- Falcão como Cego Isaías
- Francisco Gaspar como Seu Wanderwilson
- Jorge Ritchie como Padre Mesquita
- Kyra Gomes como Kyra
- Renato Fontenelle como Acrísio
- Denis Lacerda como Anfrísio
- Guilherme Santos como Valdisney
- João Pedro Delgado como Jorginho
- Gabriel Mendonça como Idílio
- Joel Gomes como Hismênio
- Ana Marlene como mãe de Valdisney
- Rainer Cadete como Lampião
- Solange Teixeira como Senhora Evangélica
- Chico Díaz como Véi Góis
- Sérgio Malheiros como Teóstenes Richard
- Robério Diógenes como Adeodato Seboso
- Sophia Abrahão como a Alien
- Pedro Azevedo como Steven Spielberg

## Produção
As filmagens do longa se iniciaram em janeiro de 2017 e foram encerradas em fevereiro do mesmo ano, na cidade de Pacatuba, Ceará, com a participação do ator e comediante Falcão, intérprete do cego Isaías.

## Prêmios e indicações
| Ano  | Prêmio                             | Categoria                     | Indicação                          | Resultado |
| ---- | ---------------------------------- | ----------------------------- | ---------------------------------- | --------- |
| 2020 | Grande Prêmio do Cinema Brasileiro | Melhor Ator Coadjuvante       | Chico Díaz                         | Venceu    |
| 2020 | Grande Prêmio do Cinema Brasileiro | Melhor Longa-Metragem Comédia | Cine Holliúdy 2: A Chibata Sideral | Venceu    |